# 阿尔瓦罗·奥夫雷贡
阿尔瓦罗·奥夫雷贡·萨利多（西班牙語：Álvaro Obregón Salido，西班牙語發音：[ˈalβaɾo oβɾeˈɣon]；1880年—1928年7月17日），墨西哥军事人物、政治人物。1920年12月至1924年11月年间，担任墨西哥总统。1928年，再次当选总统，但在就任之前遭到一名反对墨西哥政府迫害天主教徒政策的刺客的暗杀。他的身亡直接导致1929年之后在墨西哥执政71年的革命制度党，也譯作革命建制黨）的创建。